# ユダヤ教一般新聞
ユダヤ教一般新聞（ユダヤきょういっぱんしんぶん、Allgemeine Zeitungs des Judent(h)ums）は、1837年ルートヴィヒ・フィーリプゾン博士 Dr. Ludwig Philippson (1811-89) によって、初めライプツィヒ、後にベルリンで発行された新聞。
当時ユダヤ系の新聞としては「ズラーミト Sulamith」「イェディーデヤ Jedidja」、アーブラハム・ガイガーの「ユダヤ教神学の科学雑誌 Wissenschaftliche Zeitschrift für Jüdische Theologie」、ユダヤ教徒の投稿家も参加していたヘーニングハウス博士 Höninghaus の「ユニバーサル教会新聞 Universal-Kirchenzeitung」があった。